# CS-610
La CS-610 (Carretera Secundària 610) és una carretera de la Xarxa de Carreteres d'Andorra, que comunica Bixessarri a la CG-6 amb Aixàs. També és anomenada Carretera d'Aixàs.
Segons la codificació de carreteres d'Andorra aquesta carretera correspon a una Carretera Secundària, és a dir, aquelles carreteres què comuniquen una Carretera General amb un poble o zona. Concretament, en aquest cas, enllaça la CG-6 a Bixessarri amb Aixàs.
Aquesta carretera és d'ús local ja què només l'utilitzen els veïns d'Aixàs, és una via amb gran quantitat de revolts tancats i alguns bastant perillosos.

## Història, antiga CS-112
Fins a l'any 2007 aquesta carretera era anomenada com a CS-112, a partir d'aquest any és reanomenà com a CS-610, el nom actual. L'antiga CS-112 i l'actual CS-610 tenen el mateix recorregut, l'únic que van canviar va ser el nom.

## Punts d'interés
- Església de Sant Esteve de Bixesarri

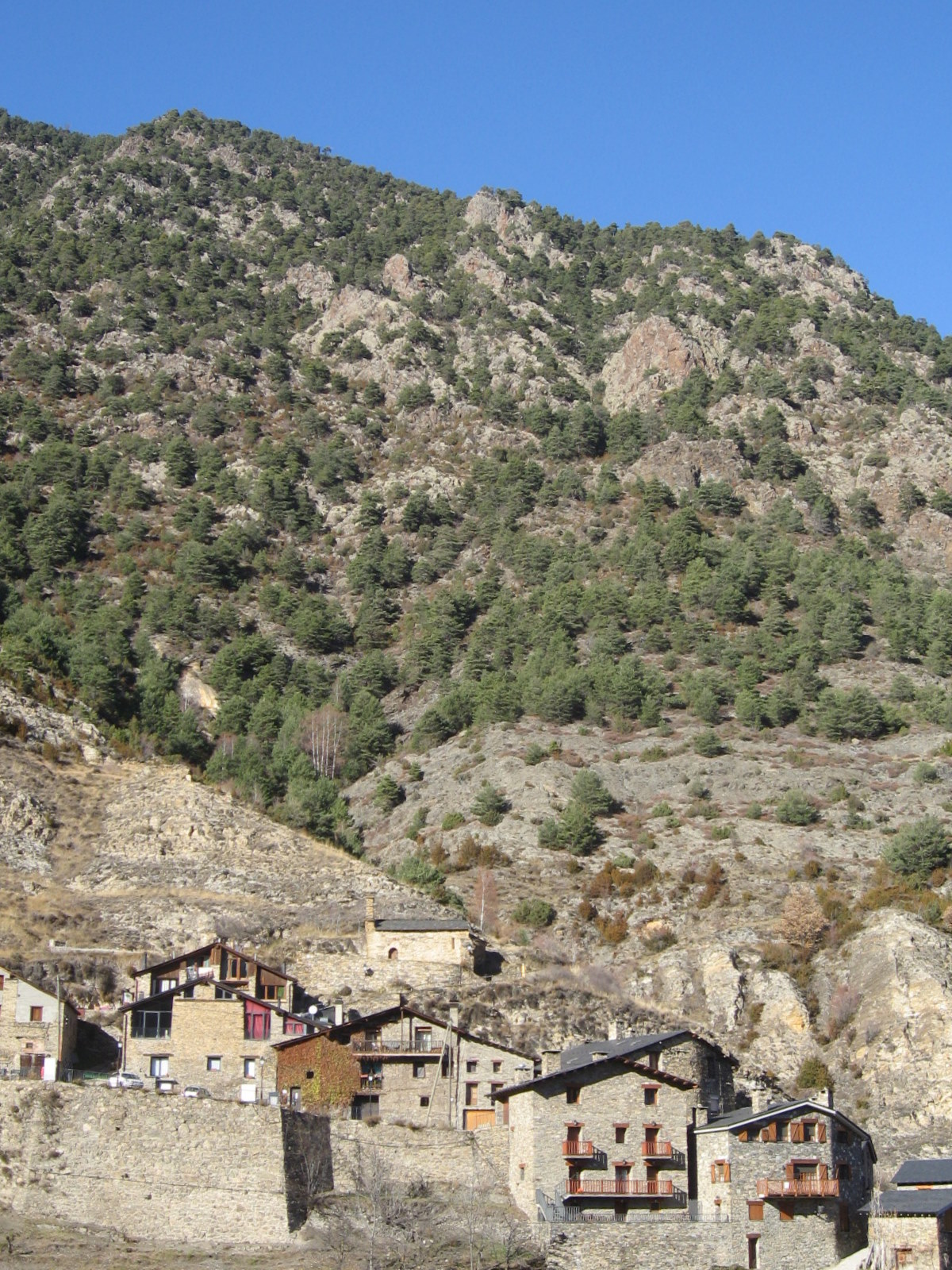
Fontaneda

- Església de Sant Joan d'Aixàs

## Recorregut[5]
- Bixessarri, CG-6
- Sant Joan d'Aixàs
- Aixàs

| Tipus de Sortida | Direcció de la sortida | Carretera que hi enllaça | Qm  |
| ---------------- | ---------------------- | ------------------------ | --- |
| CS-610           | Bixessarri             | CG-6                     | 0   |
|                  | Sant Joan d'Aixàs      |                          | -   |
|                  | Aixàs                  | (Carrer d'Aixàs)         | 3,8 |